# Candyman 2
Série Candyman
Candyman
(1992) Candyman 3 : Le Jour des morts
(1999)
Pour plus de détails, voir Fiche technique et Distribution.
Candyman 2 (Candyman: Farewell to the Flesh) est un film américain réalisé par Bill Condon, sorti en 1995. Il s'agit du second volet de la série Candyman.

## Synopsis
La liaison illicite et tragique d'un jeune artiste noir, fils d'esclaves et d'une jeune fille blanche fit naitre, au lendemain de la guerre de Sécession, la légende de Candyman. Aujourd'hui à La Nouvelle-Orléans une jeune institutrice, orpheline de père, va de nouveau être au cœur de cette terrible légende.

## Fiche technique
- Titre français : Candyman 2
- Titre original : Candyman: Farewell to the Flesh
- Réalisation : Bill Condon
- Scénario : Rand Ravich et Mark Kruger, d'après les personnages créés par Clive Barker
- Musique : Philip Glass
- Photographie : Tobias A. Schliessler
- Montage : Virginia Katz
- Décors : Barry Robison
- Costumes : Bruce Finlayson
- Production : Gregg Fienberg, Sigurjon Sighvatsson, Anna C. Miller et Clive Barker
- Sociétés de production : Polygram Filmed Entertainment et Propaganda Films
- Pays :  États-Unis
- Langue : Anglais
- Format : Couleur - 1,77:1 - Stéréo - 35 mm
- Genre : horreur
- Durée : 91 minutes
- Dates de sortie : 17 mars 1995 (États-Unis), 9 août 1995 (France)
- Film interdit aux moins de 12 ans lors de sa sortie en France

## Distribution
- Tony Todd (VF : Pascal Renwick) : Daniel Robitaille / Candyman
- Kelly Rowan : Annie Tarrant
- Veronica Cartwright : Octavia Tarrant
- Bill Nunn (VF : Med Hondo) : le révérend Ellis
- William O'Leary (VF : François Leccia) : Ethan Tarrant
- Timothy Carhart (VF : Pierre-François Pistorio) : Paul McKeever
- David Gianopoulos : L'inspecteur Ray Levesque
- Fay Hauser : L'inspecteur Pam Carver
- Joshua Gibran Mayweather (VF : Donald Reignoux) : Matthew Ellis
- Michael Culkin (VF : Claude Brosset) : Dr. Phillip Purcell
- Matt Clark : Honore Thibideaux
- Caroline Barclay : Caroline Sullivan
- Michael Bergeron : Coleman Tarrant
- Brianna Blanchard : Caroline McKeever
- Clotiel Bordeltier : Liz

Sources et légende : Version française (VF)  sur RS Doublage

## Autour du film
- Le tournage s'est déroulé à Los Angeles et à La Nouvelle-Orléans.
- Première collaboration entre Bill Condon et Clive Barker ; les deux hommes retravailleront par la suite sur Ni dieux ni démons (1998)[2].

## Bande originale
- The Music of Candyman, bandes originales des films Candyman et Candyman II composées par Philip Glass
- Blue Mood, interprété par Steve Holley et Jon Paris
- Postman, interprété par Eddie Batos
- I'll See You Somewhere By and By, composé par Danny Louis

## SérieCandyman
- 1992 : Candyman de Bernard Rose
- 1995 : Candyman 2 (Candyman: Farewell to the Flesh) de Bill Condon
- 1999 : Candyman 3 : Le Jour des morts (Candyman: Day of the Dead) de Turi Meyer
- 2020 : Candyman  de Nia DaCosta